# Lina Kačiušytėová
Lina Inga Kačiušytė (* 1. ledna 1963 Vilnius) je bývalá litevská plavkyně, která reprezentovala Sovětský svaz.
Na olympijských hrách v Moskvě v roce 1980 vybojovala zlatou medaili v závodě na 200 metrů prsa, a to v olympijském rekordu (2:29:54). Na stejné trati a ve stejném stylu se o dva roky dříve stala mistryní světa, když ve finále utvořila nový světový rekord. Rekord na dvousetmetrové trati utvořila celkem třikrát a držela ho až do roku 1985. V roce 1981 vyhrála na své oblíbené trati i univerziádu. Roku 1998 byla uvedena do mezinárodní plavecké síně slávy. V roce 1985 absolvovala na Pedagogickém institutu ve Vilniusu. V letech 1984–1991 byla zástupcem ředitele Sportovní školy plavání Žalgiris Vilnius. V letech 1998–2008 byla specialistkou odboru tělesné kultury a sportu magistrátu města Vilniusu, od roku 2011 je vedoucí litevského olympijského sportovního centra a prezidentkou Litevského olympijského výboru.